# Цетлиц
Цетлиц (њем. Zettlitz) општина је у њемачкој савезној држави Саксонија. Једно је од 61 општинског средишта округа Средња Саксонија. Према процјени из 2010. у општини је живјело 825 становника. Посједује регионалну шифру (AGS) 14522600.

## Географски и демографски подаци
Цетлиц се налази у савезној држави Саксонија у округу Средња Саксонија. Општина се налази на надморској висини од 262 метра. Површина општине износи 15,7 km². У самом мјесту је, према процјени из 2010. године, живјело 825 становника. Просјечна густина становништва износи 53 становника/km².